# Скипетр (группа)
«Ски́петр» — саратовская хеви/пауэр-метал-группа с женским вокалом, существовавшая в 2006—2015 годах. За это время выпустила 3 альбома и 4 сингла. Второй и третий альбомы («Переверни этот мир» и «Почувствуй себя живым!») вышли на независимом лейбле Metalism Records.

## История группы

### Ранние годы (2006—2007)
Группа «Скипетр» образована в марте 2006 года в Саратове барабанщиком Дмитрием Порецким (экс-«А. Д. Д.») и клавишницей Екатериной Ефимовой. В первый состав вместе с ними вошли гитарист Евгений Муштаков, ранее игравший вместе с Дмитрием Порецким в поп-панк-группе «GraFF», и бас-гитарист Дмитрий Марушев. Официальным днём рождения группы считается 3 апреля 2006 года, когда и состоялось первое выступление. За время существования группа много раз меняла состав, а вместе с ним и музыкальный стиль, пройдя путь от хард-рока до пауэр-метала и соединив мелодизм пауэр-метала с некоторыми элементами ню-метала и симфоник-метала.
Первое крупное выступление состоялось в саратовском Дворце культуры Россия в ноябре 2006 года на областном фестивале КВН. В июне 2007 года в группу приходит гитарист Виктор Одоевский, занимавшийся ранее сольными работами в электронных проектах. В период с 2006 по 2008 год группа выступала на различных концертных площадках Саратова. В феврале 2008 года группа выступила на рок-фестивале «21 век без наркотиков».

### Символ власти(2008—2009)
С уходом в июне 2008 года из группы вокалиста Александра Первушина произошёл переход от использования мужского вокала к женскому. Вокалисткой становится Софья Моржерина из вокального квартета «Loris-Band», а бас-гитаристом — Константин Зыков, ранее игравший в пауэр-метал-группе «Black Diamond». Со временем накопился музыкальный материал, и в сентябре 2008 года группа на собственной студии приступила к записи альбома. В связи со службой Дмитрия Порецкого в армии с октября 2008 по октябрь 2009 года, на альбоме вместо «живых» ударных звучат семплы программ Toontrack EZdrummer и XLN Audio Addictive Drums, партии для которых он прописывал дистанционно.
30 декабря 2009 года в формате интернет-релиза вышел дебютный альбом группы, который называется «Символ власти». В него вошли 8 песен, написанные в период с 2007 по 2009 год.

### Inter(2010—2011)
13 февраля в Саратове состоялся сольный концерт в поддержку вышедшего альбома. 23 мая 2010 года вышел дебютный клип группы на песню «Прошлое сгорит дотла».
21 апреля 2010 года из-за личных обстоятельств группу покинула вокалистка Софья Моржерина. На её место была приглашена сессионная вокалистка Людмила Книревич. А в июле на место постоянной вокалистки была принята Анастасия Романцова, ранее выступавшая в татищевской группе «Вместе» и вокальном квартете «Loris-Band».
29 октября 2010 года в московском клубе «Каста» группа «Скипетр» приняла участие в концерте вместе с группами «Андем», «Aella», «Оракул» и «Wax».
20 декабря 2010 года в формате интернет-релиза вышел англоязычный сингл «Inter», состоящий из 2 песен, одной из которой является кавер-версия на композицию «Rock You Like a Hurricane» группы Scorpions, а вторая композиция «The Curse of Merlin» также вошла в сборники «Metal Mania — Compilation № 1», «Now! That’s What I Call Metal 37» (вместе с группами Lamb of God, Serenity, Amon Amarth, Moonsorrow, Korpiklaani, Power Quest, Hibria), «V.A-R.G — Ex. 9».
11 февраля 2011 года перед концертом в Пензе группу поличным причинам покинул басист Константин Зыков. С середины февраля по апрель 2011 года место басиста сессионно занимал Андрей Ламихов.
2 апреля 2011 года в Саратове состоялся юбилейный концерт «5 лет группе Скипетр» с участием 2 бывших участников группы — Софьи Моржериной и Александра Первушина.
С июня 2011 года бас-гитаристом группы стал Сергей Зубанов, ранее игравший в рок-группе «Ветер». 1 октября 2011 года состоялась свадьба основателей группы Дмитрия Порецкого и Екатерины Ефимовой. Первый концерт в обновленном составе состоялся 12 ноября 2011 года в городе Камышин.

### Переверни этот мириКем ты стал?(2012—2013)
С апреля по декабрь 2011 года группа занималась записью второго студийного альбома, который вышел 29 февраля 2012 года на московском лейбле «Metalism Records». В альбом вошли 9 ранее неизданных песен. Диск получил смешанные отзывы критиков (рецензенты журналов «Dark City» и «Rockcor»).
За выходом альбома последовал тур с его презентацией по 7 городам России (Саратов (дважды), Сызрань, Самара, Москва, Пенза, Энгельс, Волгоград).
10 апреля в эфире программы «Хранитель снов» на радио «Эхо Москвы» прозвучала песня «Дай мне огня» с вышедшего альбома, при этом она подверглась довольно жесткой критике ведущими и некоторыми постоянными слушателями программы.
30 июня в Пензе на площади у развлекательного центра «Изумрудный город» группа «Скипетр» выступила на рок-фестивале «Шурум-Бурум» вместе с такими группами, как «Мастер», «Kaizen», «R-Genium» и другими.
10 августа 2012 года вышел сборник «Metalizer Vol. 1» состоящий из 17 композиций, среди которых — песня «Не верь лжецам вокруг» группы «Скипетр», а 19 августа эта песня вошла в сборник «V.A-R.G — Ex.22».
В октябре 2012 года группа начала запись нового сингла, который получил название «Кем ты стал?». В него вошли 4 композиции: инструментальное «Intro», новая песня «Кем ты стал?», новая версия песни «Тайна замка» с дебютного альбома, а также бонус-трек — песня «Тайна замка», в записи которой в качестве приглашенного вокалиста поучаствовал Дмитрий Аргенто из московской группы «Троя». Релиз состоялся 29 марта 2013 года на московском интернет-лейбле «Metalism Digital».
9 января 2013 года барабанщик Дмитрий Порецкий занял 10 место в международном фотоконкурсе, проводимом фирмой «Paiste». Его фотография в числе TOP-50 была использована в оформлении стенда «Paiste Expression Wall Of Fame» на выставке NAMM 2013 в Анахайме.
После выхода сингла, группа начала очередной концертный сезон с празднования 6 апреля собственного семилетия в Саратове. Затем, 4 мая последовал сольный концерт в Камышине, а 18 мая — участие в пензенском фестивале «Мотовесна III», где «Скипетр» выступил на одной сцене с группами «Чёрный обелиск», «Бригадный подряд» и «Мамульки бенд».
3 июля 2013 года песня «Hurricane» (кавер-версия композиции «Rock You Like a Hurricane» группы Scorpions) с сингла «Inter» 2010 года вошла в интернет-сборник «VA — Metal Cover Girl. Vol.7».
Осенью 2013 года группа продолжила концерты в поддержку вышедшего сингла, а также 14 сентября на концерте в Камышине представила 3 новые песни, готовящиеся для 3 альбома. Затем были анонсированы 4 концерта: 2 ноября в Балаково, 16 ноября в Москве (вместе с группами Троя, Ретрием и Арктида), 30 ноября в Татищево и 22 декабря в Саратове.
16 ноября 2013 года вокалистка Анастасия Романцова победила в номинации «Лучший вокал» премии «Rock Princess in Saratov 2013», но в связи с нахождением вместе с группой на концерте в Москве, лично её получить не смогла. Премию её матери вручала вокалистка группы «Блондинка КсЮ» Ксения Сидорина.
13 декабря 2013 года барабанщик Дмитрий Порецкий вошёл в «TOP 40» международного фотоконкурса, проводимом фирмой «Paiste». Его фотография будет использована на графическом дисплее «Paiste Cymbal Set-Up Wall Of Fame» на выставке NAMM 2014 в Анахайме.

### Почувствуй себя живым(2014—2015)
С июня 2013 по февраль 2014 года группа работала над материалом 3 альбома. Было объявлено, что в него войдут 9 новых песен, запись которых запланирована на весну-лето 2014 года, а релиз — 7 ноября этого года.
Процесс записи альбома начался в середине марта 2014 года с «черновых» дублей гитары, затем 26 марта на студии «MetalHearts» Дмитрием Порецким были записаны ударные инструменты. После этого группа переместилась в собственную студию, где с 15 апреля по 2 мая Виктор Одоевский записал партии гитары, с 11 мая по 7 июня Екатерина Ефимова — партии клавишных, с 16 июня по 5 августа Анастасия Романцова — партии вокала, с 30 июля по 2 августа Александр Первушин — партии бас-гитары.
19 апреля в Саратове группа отметила концертом свой восьмой день рождения.
1 июня 2014 года, в результате общего решения группы и по обоюдному согласию, «Скипетр» покинул бас-гитарист Сергей Зубанов. Это связано с различиями во взглядах на дальнейшее развитие группы и личными обстоятельствами. 2 июня место бас-гитариста занял Александр Первушин, который играл в составе группы в 2007—2008 годах.
5 августа музыкантами было объявлено о завершении записи третьего альбома. 9 октября стала известна дата релиза альбома, получившего название «Почувствуй себя живым!» — 7 ноября 2014 года на лейбле «Metalism Records». Несколько песен с альбома группа уже успела сыграть 27 сентября в Сызрани на закрытии мотосезона, 16 декабря в Саратове в рамках мероприятий фестиваля «Жёлтая гора», а полноценная презентация состоялась 21 декабря в Саратове.
1 февраля 2015 года в Саратове группа снова сыграла программу третьего альбома, а вторая часть тура в его поддержку запланирована на апрель-май: 25 апреля — Воронеж, 26 апреля — Тамбов, 16 мая «Скипетр» выступит в Пензе на фестивале «Мотовесна V» вместе с группами «Тролль гнёт ель», «Декабрь», «Тринадцатое Созвездие», «Мамульки бенд».
28 апреля 2015 года состоялся интернет-релиз новой песни — «Дарза», посвященной одноимённому пензенскому мотоклубу.

### Распад группы
25 мая 2015 года «Скипетр» официально прекратил своё существование. На официальном сайте группы, а также во всех её сообществах в социальных сетях музыканты написали следующее:
Основной причиной такого решения стало обострение разногласий между участниками и общий творческий кризис. Все анонсированные выступления группы отменены. Мы благодарим всех, кто был с нами эти 9 лет.
Напоследок группа опубликовала записанную весной кавер-версию песни канадской певицы Кассиопеи «Enfin». 8 сентября сама певица на сайте SoundCloud так отозвалась о данной композиции:

Отлично! Очень тронута!
Оригинальный текст (англ.)Great! Very touched!

После распада «Скипетра» барабанщик Дмитрий Порецкий и клавишница Екатерина Ефимова в 2015—2017 годах играли в группе «Air Lake», с которой выпустили сингл и мини-альбом, а в 2017—2018 годах — в группе «Yellow Hills». В 2019 году гитарист Виктор Одоевский и барабанщик Дмитрий Порецкий создали группу «8452», с которой выпустили сингл и альбом.

## Музыкальный стиль и основные темы песен
Основным жанром группы «Скипетр» по мнению большинства критиков является хеви/пауэр-метал с элементами ню-метала и симфоник-метала. По словам самих участников, группа начинала играть, стараясь подражать таким классикам метала, как Nightwish, Stratovarius и Metallica. В последующие годы стиль группы стал более самостоятельным за счёт уклона в сторону коммерческих форм хеви-метала. Средняя длительность песен составляет около 3,5-4 минут.
Тематика текстов группы «Скипетр», которые сочиняются участниками группы (барабанщиком Дмитрием Порецким и гитаристом Виктором Одоевским), близка к традиционной для хеви-метала и пауэр-метала. Среди постоянных тем — любовная лирика, истории средневековья (в большей степени в первом альбоме), борьба народа и власти, философские темы.
Из рецензии в журнале Dark City №68 (май-июнь 2012): 

Жиденький саунд, примитивные аранжировки, безликие композиции, заштампованная русскоязычная лирика... На этом безрадостном фоне неожиданно приемлемым оказался ведущий женский вокал...
Вадим Климов, из рецензии в журнале Rockcor №4-2012: 

В текстовом плане группа держится направления любовь-мечты-несовершенство мира. Кому-то подобная лирика покажется наивной и детской, а кому-то возвышенно-романтической. Мне кажется, истина, как всегда, спряталась где-то посередине. Присутствует нестройность фраз, есть банальности, но порыв у группы все-таки светлый, а это важно.
Наталья «Pallada» Закондраева, из рецензии в журнале Dark City № 86 (май-июнь 2015): 

Если бы «Почувствуй себя живым!» был дебютным альбомом группы «Скипетр», он был бы достоин чуть более высокой оценки хотя бы за более-менее приличное исполнение — у многих молодых групп, как известно, нет даже этого необходимого техминимума.
Дмитрий Кошелев, из рецензии в журнале InRock: 

Потенциал у «Скипетра» определенно был – хороший женский чистый вокал, музыка где-то на полпути между Доро, «Миражом» и Nightwish: и жесткость есть, и клавишная «симфоничность», и нужная доля эстрадной хитовости. Плюс качественная запись и продуманные аранжировки. Тег «alternative» в самоописании команды вряд ли оправдан, разве что гитара не стремится к сольному блеску, и звук в целом более плотный и жесткий, чем привычно для классического пауэра.
Все тексты «Скипетра» написаны и исполняются на русском языке. Исключение составляет англоязычный сингл 2010 года «Inter».

## Состав

### Последний состав
- Дмитрий Порецкий — ударные (2006—2015)
- Екатерина Ефимова — клавишные (2006—2015)
- Виктор Одоевский — гитара (2007—2015)
- Анастасия Романцова — вокал (2010—2015)
- Александр Первушин — бас-гитара (2007—2008, 2014—2015), вокал (2007—2008)

| - Евгений Муштаков — гитара (2006) - Максим Исайчев — гитара (2006—2007) - Роман Демин — вокал, гитара (2006—2007) - Артём Кулдошин — гитара (2006—2007) - Роман Носов — бас-гитара (2006—2007) - Софья Моржерина — вокал (2008—2010) - Константин Зыков — бас-гитара (2008—2011) - Сергей Зубанов — бас-гитара (2011—2014) | - Дмитрий Марушев — бас-гитара (2006) - Сергей Егоров — вокал (2006) - Антон Тарасов — бас-гитара (2008) - Людмила Книревич — вокал (2010) - Андрей Ламихов — бас-гитара (2011) |

## Другие проекты участников
- Виктор Одоевский с 2008 года параллельно занимается сольными студийными работами: «Гитаризм» (2009), «Маленькая жизнь» (2009), «Nevermind» (EP, 2010), «Дождь» (2010), «Бронзовое дерево» (EP, 2012), «Маленькая смерть» (2012)[37], «Надежда» (EP, 2014)[38], «Порция солнца» (EP, 2015).
- Дмитрий Порецкий с 2012 по 2014 год параллельно участвовал в электронном сайд-проекте «Ксентал» вместе с вокалисткой группы «Phantom Garden» Ксенией Субботиной, с которой записал сингл «Амулет»[39] и несколько каверов.
- Анастасия Романцова в 2013 году приняла участие в записи метал-оперы «Хранитель жизни» группы «Activator», вышедшей на лейбле Metalism Records[40].
- Виктор Одоевский написал музыку для пилотной серии «Лови, да кушай» анимационного мультсериала «Поморские небылицы», озвученной Михаилом Черняком, релиз которой состоялся 23 февраля 2014 года[41].
- Константин Зыков после завершения музыкальной карьеры и переезда в Сочи стал координатором штаба Алексея Навального[42][43][44].

## Дискография

### Альбомы
| №  | Название               | Дата выпуска    | Список композиций | Участники записи | Формат издания               |
| -- | ---------------------- | --------------- | --- | --- | ---------------------------- |
| 1. | Символ власти          | 30 декабря 2009 | 1. Хранитель 2. Дух рыцаря 3. Проклятье Мерлина 4. Гроза 5. Сердце тьмы 6. Прошлое сгорит дотла 7. Тайна замка 8. Свобода                                                 | - Софья Моржерина — вокал - Виктор Одоевский — гитара, бас - Константин Зыков — бас - Екатерина Ефимова — клавишные - Дмитрий Порецкий — программирование ударных | CD, самоиздание              |
| 2. | Переверни этот мир     | 29 февраля 2012 | 1. Дай мне огня 2. Чувства 3. Слеза скорби 4. Переверни этот мир 5. Осколки 6. В погоне за мечтой 7. Не верь лжецам вокруг 8. Быть не может иначе 9. Власть в наших руках | - Анастасия Романцова — вокал - Виктор Одоевский — гитара, бас - Екатерина Ефимова — клавишные - Дмитрий Порецкий — ударные                                       | CD, лейбл «Metalism Records» |
| 3. | Почувствуй себя живым! | 7 ноября 2014   | 1. Ждет успех 2. Не плачь 3. Будто завтра не наступит 4. Старая дорога 5. Почувствуй себя живым 6. Метель 7. Будь осторожен 8. Синица 9. Та самая песня                   | - Анастасия Романцова — вокал - Виктор Одоевский — гитара - Александр Первушин — бас - Екатерина Ефимова — клавишные - Дмитрий Порецкий — ударные                 | CD, лейбл «Metalism Records» |

### Синглы
| №  | Название     | Дата выпуска    | Список композиций                                                             | Участники записи | Формат издания                           |
| -- | ------------ | --------------- | ----------------------------------------------------------------------------- | --- | ---------------------------------------- |
| 1. | Inter        | 20 декабря 2010 | 1. Hurricane 2010 (Scorpions cover) 2. The Curse of Merlin                    | - Анастасия Романцова — вокал - Виктор Одоевский — гитара - Константин Зыков — бас - Екатерина Ефимова — клавишные - Дмитрий Порецкий — ударные                                     | Интернет-релиз                           |
| 2. | Кем ты стал? | 29 марта 2013   | 1. Интро 2. Кем ты стал? 3. Тайна замка 4. Тайна замка feat Д. Аргенто (Троя) | - Анастасия Романцова — вокал - Виктор Одоевский — гитара, бас - Сергей Зубанов — бас - Екатерина Ефимова — клавишные - Дмитрий Порецкий — ударные - Дмитрий Аргенто — вокал (Троя) | Интернет-релиз, лейбл «Metalism Digital» |
| 3. | Дарза        | 28 апреля 2015  | 1. Дарза                                                                      | - Анастасия Романцова — вокал - Виктор Одоевский — гитара, бэк-вокал - Александр Первушин — бас, бэк-вокал - Екатерина Ефимова — кейтар - Дмитрий Порецкий — ударные, вокодер       | Интернет-релиз                           |
| 4. | Enfin        | 25 мая 2015     | 1. Enfin (Cassiopee cover)                                                    | - Анастасия Романцова — вокал - Виктор Одоевский — гитара - Александр Первушин — бас - Екатерина Ефимова — клавишные - Дмитрий Порецкий — ударные                                   | Интернет-релиз                           |

### Каверыпесен
| №  | Композиция                | Релиз | Год  | Автор     |
| -- | ------------------------- | ----- | ---- | --------- |
| 1. | Rock You Like a Hurricane | Inter | 2010 | Scorpions |
| 2. | Enfin                     | Enfin | 2015 | Cassiopee |

### В сборниках
| №  | Композиция                  | Сборник                          | Год  |
| -- | --------------------------- | -------------------------------- | ---- |
| 1. | The Curse of Merlin         | Metal Mania — Compilation № 1    | 2011 |
| 1. | The Curse of Merlin         | Now! That’s What I Call Metal 37 | 2011 |
| 1. | The Curse of Merlin         | V.A-R.G — Ex. 9                  | 2011 |
| 2. | Не верь лжецам вокруг       | Metalizer Vol. 1                 | 2012 |
| 2. | Не верь лжецам вокруг       | V.A-R.G — Ex. 22                 | 2012 |
| 3. | Hurricane (Scorpions cover) | VA — Metal Cover Girl. Vol.7     | 2013 |

## Видеография
| №  | Название             | Тип       | Год  | Режиссёр          |
| -- | -------------------- | --------- | ---- | ----------------- |
| 1. | Прошлое сгорит дотла | видеоклип | 2010 | Екатерина Ефимова |